# Токарев, Александр Павлович
Александр Павлович Токарев (25 февраля 1937, Шахты — 2 марта 2016, Старочеркасская) — советский и российский искусствовед, коллекционер, педагог. Собиратель и пропагандист народного искусства, директор Ростовского художественного училища им. М. Б. Грекова (1989—1997), заместитель Председателя Правления Ростовской организации СХ РСФСР (1980—1988).

## Биография
В 1952—1956 годах учился в Кузнецком металлургическом техникуме по специальности «Производство чугуна». С 1961 по 1968 год учился и окончил филологический факультет Ростовского государственного университета.
В 1968 году заочно окончил Институт живописи, скульптуры и архитектуры им. Репина (искусствоведческое отделение). Член Союза художников СССР с 1975 года.
Преподавал историю искусств в Ростовском художественном училище. Лекции Токарева пользовались у студентов РГУ большой популярностью. С 1989 по 1997 год — директор Ростовского художественного училища им. М. Б. Грекова.
Был одним из немногих преподавателей училища, поддерживавших молодых художников — членов товарищества «Искусство или смерть».
В 2007 году в ростовском Музее современного изобразительного искусства на Дмитровской состоялась выставка «Объяснение в любви — Старочеркасск» из работ, находящихся в коллекции Александра Токарева.
К 75-летию Александра Токарева в Доме художника станицы Старочеркасской открылась выставка из его коллекции, которая создавалась более 40 лет.
Последние годы Александр Павлович Токарев жил и работал в станице Старочеркасская.
Ушёл из жизни 2 марта 2016 года.

## Книги Александра Токарева
- Александр Токарев. Убежим на Таити. 2009.[11]
- Александр Токарев. Радуга и мозаика. 2009.[11][12]

## Память
- В июне 2017 года к 80-тилетию Александра Павловича Токарева в Донской государственной публичной библиотеке открылась художественная выставка работ из его собрания[13].